# Bordás Csaba
Bordás Csaba (Sopron, 1968. március 21. –) válogatott labdarúgó, hátvéd.

## Pályafutása
169 mérkőzés, 11 gól, balhátvéd

### A válogatottban
1988 és 1993 között négy alkalommal szerepelt a válogatottban.

## Sikerei, díjai
- Magyar bajnokság
  - 4.: 1987–88

## Statisztika

### Mérkőzései a válogatottban
| Magyarország | Magyarország        | Magyarország                   | Magyarország | Magyarország | Magyarország | Magyarország | Magyarország | Magyarország |
| #            | Dátum               | Helyszín                       | Hazai        | Eredmény     | Vendég       | Kiírás       | Gólok        | Esemény      |
| ------------ | ------------------- | ------------------------------ | ------------ | ------------ | ------------ | ------------ | ------------ | ------------ |
| 1.           | 1988. november 15.  | Pireusz, Karaiszkákisz Stadion | Görögország  | 3 – 0        | Magyarország | barátságos   | -            | 46'          |
| 2.           | 1991. február 19.   | Rosario, Central Stadion       | Argentína    | 2 – 0        | Magyarország | barátságos   | -            |              |
| 3.           | 1993. szeptember 8. | Budapest, Üllői úti Stadion    | Magyarország | 1 – 3        | Oroszország  | vb-selejtező | -            |              |
| 4.           | 1993. október 27.   | Budapest, Üllői úti Stadion    | Magyarország | 1 – 0        | Luxemburg    | vb-selejtező | -            |              |
|              | Összesen            |                                |              | 4            | mérkőzés     |              | 0            | gól          |